# イアフドライ県

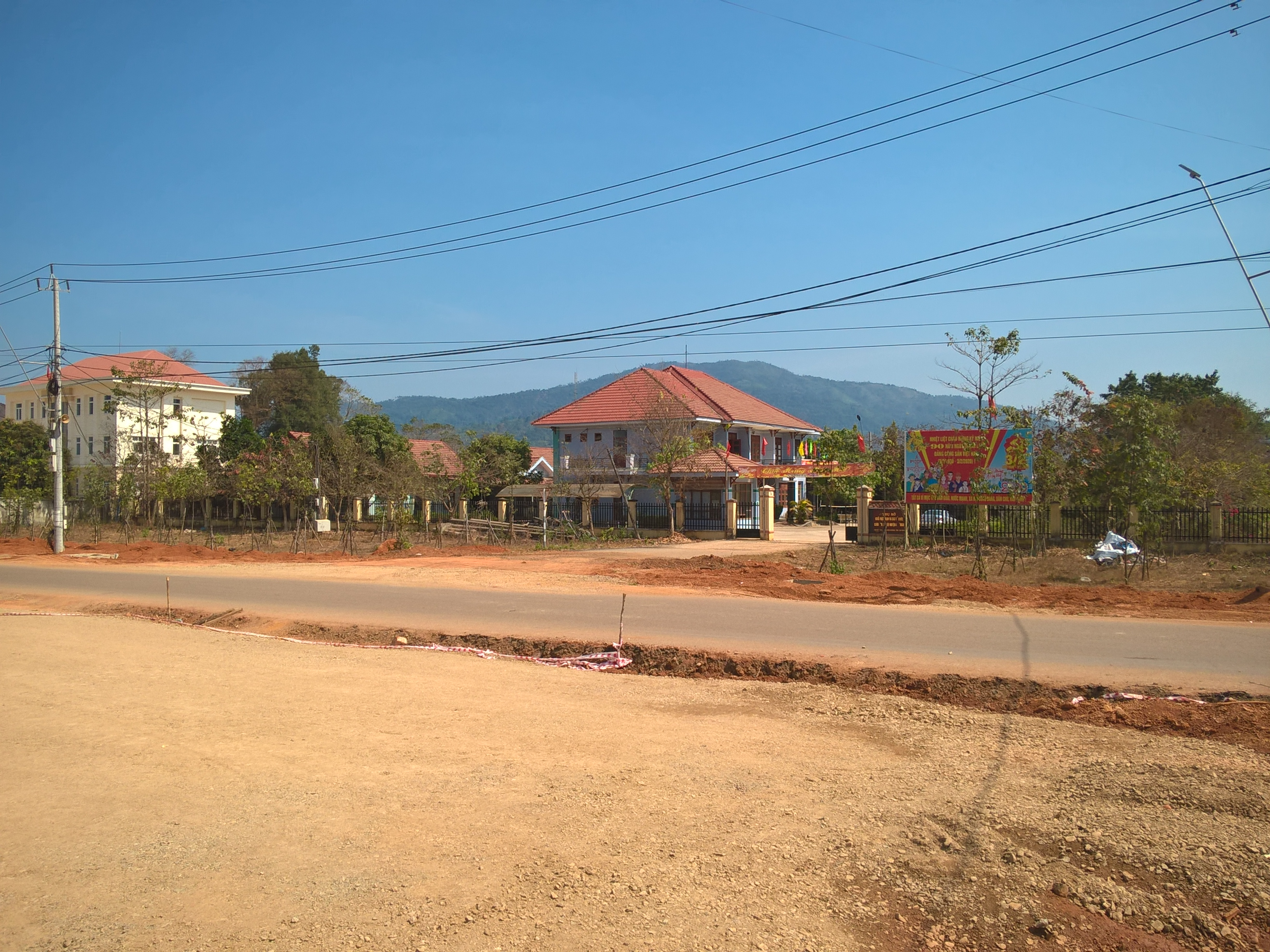

イアフドライ県（イアフドライけん、ベトナム語：Huyện Ia H'Drai?）は、ベトナム社会主義共和国コントゥム省の県である。面積は980.13km²、人口は13,000人（2019年）である。

## 行政区画
以下の3社から構成される。
- イアゾム社（Ia Dom）
- イアダル社（Ia Đal）
- イアトイ社（Ia Tơi）